# Dorothy Round Little
Dorothy Round Little (Dudley, 13 luglio 1908 – Kidderminster, 12 novembre 1982) è stata una tennista britannica.

## Biografia
Durante la sua carriera vinse il singolare all'Australian Championships nel 1935 vincendo contro Nancye Wynne in due set (6-4, 6-4).
Vinse due volte il Wimbledon: una prima volta nel 1934 superando in finale Helen Hull Jacobs per 6-2, 5-7, 6-3, la seconda volta nel 1937 riuscendo ad avere la meglio su Jadwiga Jędrzejowska per 6-2, 2-6, 7-5.
Nel doppio giunse in finale all'U.S. National Championships del 1931. Nel 1986 venne inserita nell'International Tennis Hall of Fame